# Cumbria
Cumbria var før 1. april 2023 et non-metropolitan county (landligt grevskab) i Nordvestengland. Fra 1. april 2023 er det et ceremonielt county uden administrative beføjelser. Grevskabet og dets county council blev dannet ved en reform i 1974 og bestod af seks distrikter, der havde i alt cirka en halv million indbyggere i 2023. Cumbria er et af de tyndest befolkede grevskaber i hele Storbritannien med 73,4 indbyggere pr. km². Dette tal dækker dog over betydelige forskelle, idet det tidligere distrikt Barrow-in-Furness i den sydlige del af grevskabet har en befolkningstæthed på 924 indbyggere pr. km². Fra 1. april 2023 består området af to enhedslige myndigheder (engelsk unitary authority;dansk købstadskommune), Westmorland and Furness mod øst og Cumberland mod vest.
Cumbria er i areal det tredjestørste ceremonielle county i England og grænser mod nord op til Dumfries and Galloway i Skotland, mod øst til Northumberland og County Durham, mod sydøst til North Yorkshire, mod syd til Lancashire og mod vest til Irske Hav.
Grevskabet er i udpræget grad et naturområde, der også omfatter det store Lake District med Lake District National Park, der regnes som et af Englands mest naturskønne områder, som har inspireret digtere, kunstnere og musikere. Store dele af Cumbria er præget af bjerge, og her finder man samtlige bjerge i England over 900 m med Scafell Pike på 978 m, som er Englands højeste punkt. Som højland nær kysten og præget af uberørt natur er Cumbrias historie præget af invasioner, folkevandringer og bosættelser såvel som krigsslag og træfninger mellem englændere og skotter. I grevskabet findes historiske mindesmærker som Carlisle Castle, Furness Kloster og Hadrians mur.

## Historie
Ved afslutningen på Romersk Britannien omkring år 410 var Cumbria befolket af et folk, der var en blanding af romere og briter, sandsynligvis med rod i briganterne, som var blevet besejret af romerne omkring år 85. Det romerske Carvetii dækkede nogenlunde det samme område som nutidens Cumbria, men med sin placering i det allernordligste af Romerriget er det usandsynligt, at indbyggerne her var særlig meget præget af romerne og fx forstod latin eller fulgte romersk skikke og levevis. Navnet Cumbria eller Cumberland er afledt af ordet, som befolkningen brugte om sig selv, og som waliserne fortsat bruger: Cymru, som betyder "landsmænd" på gammelwalisisk. Navnet har relation til sikambrer, en germansk stamme, der var kommet til de britiske øer som romerske hjælpetropper i det 2. og 3. århundrede.
I den tidlige middelalder udgjorde Cumbria centrum af det lille kongerige Rheged, og mod slutningen af det 7. århundrede var det meste af grevskabet indlemmet i Northumbria, der senere blev en del af England. Store dele af Cumbria var under skotsk overherredømme ved tiden for den normanniske erobring af England i 1066, men blev i 1092 igen indlemmet i England, da det blev invaderet af William Rufus.
Det administrative county Cumbria blev skabt i 1974 de tidligere Cumberland og Westmorland samt en række mindre områder med bykommunen Carlisle som en af de vigtigste.

## Geografi
Cumbria er det nordvestligste grevskab i England. Dets højeste punkt i Cumbria og England er Scafell Pike på 978 m, og den største sø i såvel Cumbria som England er Windermere. Begge overgås dog af lokaliteter i andre dele af Storbritannien. Langs øst følger grænsen nogenlunde Penninerne, mens grevskabet mod vest støder op til Irske Hav.
Der er seks distrikter i Cumbria: Allerdale, Barrow-in-Furness, City of Carlisle, Copeland, Eden og South Lakeland.

## Økonomi
Den største arbejdsgiver i grevskabet er county-rådet, der har ansat omkring 17.000 mennesker. Den største private arbejdsplads er atomkraftværket Sellafield, der beskæftiger ca. 10.000 mennesker. Af andre store arbejdspladser kan nævnes skibsværftet i Barrow-in-Furness (ca. 5.000 ansatte), Pirelli i Carlisle (ca. 1.000 ansatte).

### Turisme
Den økonomisk mest betydningsfulde branche i Cumbria er turisme, idet der kommer omkring 15,3 millioner besøgende om året. Over 36.000 beboere er beskæftiget i turistbranchen, der giver en indtjening på £1,1 milliard om året. Den vigtigste turistattraktion er Lake District National Park, der alene tiltrækker over halvdelen af de besøgende fra resten af Storbritannien, Europa, USA og Fjernøsten, især Japan.
De tyve mest besøgte attraktioner i Cumbria i 2009 var:
| Plads | Attraktion                            | Sted                  | Besøgende |
| ----- | ------------------------------------- | --------------------- | --------- |
| 1     | Sejlture på Windermere                | Bowness-on-Windermere | 1.313.807 |
| 2     | Rheged                                | Penrith               | 439.568   |
| 3     | Sejlture på Ullswater                 | Glenridding           | 348.000   |
| 4     | Whinlatter Skovområde og Besøgscenter | Whinlatter            | 252.762   |
| 5     | Tullie House Museum and Art Gallery   | Carlisle              | 251.808   |
| 6     | Grizedale Skovområde og Besøgscenter  | Grizedale             | 175.033   |
| 7     | Carlisle Cathedral                    | Carlisle              | 166.141   |
| 8     | Lake District Besøgscenter Brockhole  | Windermere            | 135.539   |
| 9     | Hill Top                              | Hawkshead             | 103.682   |
| 10    | Sizergh Castle                        | Sizergh Castle        | 90.063    |

| Plads | Attraktion                | Sted              | Besøgende |
| ----- | ------------------------- | ----------------- | --------- |
| 11    | Cumberland Blyantsmuseum  | Keswick           | 80.100    |
| 12    | Muncaster Castle          | Ravenglass        | 78.474    |
| 13    | Dock Museum               | Barrow-in-Furness | 73.239    |
| 14    | The Beacon                | Whitehaven        | 71.602    |
| 15    | Holker Hall               | Cartmel           | 58.060    |
| 16    | Carlisle Castle           | Carlisle          | 56.957    |
| 17    | Beatrix Potter Gallery    | Hawkshead         | 175.033   |
| 18    | Trotters World of Animals | Bassenthwaite     | 45.559    |
| 19    | The Homes Of Football     | Ambleside         | 49.661    |
| 20    | Cartmel Priory            | Cartmel           | 43.672    |

### Fordeling af indtjening
De følgende tabeller over bruttoregionalprodukter er udregnet i pristal svarende til 2005 og angivet i millioner pund. Den første viser tallene for Østcumbria.
| År   | Bruttoregionalprodukt | Landbrug | Industri | Service |
| ---- | --------------------- | -------- | -------- | ------- |
| 1995 | 2.679                 | 148      | 902      | 1.629   |
| 2000 | '2.843                | 120      | 809      | 1.914   |
| 2003 | 3.388                 | 129      | 924      | 2.335   |

Den følgende viser tilvarende tal for Vestcumbria.
| År   | Bruttoregionalprodukt | Landbrug | Industri | Service |
| ---- | --------------------- | -------- | -------- | ------- |
| 1995 | 2.246                 | 63       | 1.294    | 888     |
| 2000 | '2.415                | 53       | 1.212    | 1.150   |
| 2003 | 2.870                 | 60       | 1.420    | 1.390   |